# 日本の高等学校の廃校の一覧
日本の高等学校の廃校の一覧（にほんのこうとうがっこうはいこうのいちらん）は日本の高等学校の廃止における学校の一覧である。

## 北海道地区
- 北海道高等学校の廃校一覧

## 東北地区
- 青森県高等学校の廃校一覧
- 岩手県高等学校の廃校一覧
- 秋田県高等学校の廃校一覧
- 宮城県高等学校の廃校一覧
- 山形県高等学校の廃校一覧
- 福島県高等学校の廃校一覧

## 関東地区
- 茨城県高等学校の廃校一覧
- 栃木県高等学校の廃校一覧
- 群馬県高等学校の廃校一覧
- 埼玉県高等学校の廃校一覧
- 千葉県高等学校の廃校一覧
- 東京都高等学校の廃校一覧
- 神奈川県高等学校の廃校一覧

## 中部地区
- 新潟県高等学校の廃校一覧
- 山梨県高等学校の廃校一覧
- 長野県高等学校の廃校一覧
- 富山県高等学校の廃校一覧
- 石川県高等学校の廃校一覧
- 福井県高等学校の廃校一覧
- 岐阜県高等学校の廃校一覧
- 静岡県高等学校の廃校一覧
- 愛知県高等学校の廃校一覧

## 近畿地区
- 三重県高等学校の廃校一覧
- 滋賀県高等学校の廃校一覧
- 京都府高等学校の廃校一覧
- 大阪府高等学校の廃校一覧
- 兵庫県高等学校の廃校一覧
- 奈良県高等学校の廃校一覧
- 和歌山県高等学校の廃校一覧

## 中国地区
- 鳥取県高等学校の廃校一覧
- 島根県高等学校の廃校一覧
- 岡山県高等学校の廃校一覧
- 広島県高等学校の廃校一覧
- 山口県高等学校の廃校一覧

## 四国地区
- 徳島県高等学校の廃校一覧
- 香川県高等学校の廃校一覧
- 愛媛県高等学校の廃校一覧
- 高知県高等学校の廃校一覧

## 九州地区
- 福岡県高等学校の廃校一覧
- 佐賀県高等学校の廃校一覧
- 長崎県高等学校の廃校一覧
- 熊本県高等学校の廃校一覧
- 大分県高等学校の廃校一覧
- 宮崎県高等学校の廃校一覧
- 鹿児島県高等学校の廃校一覧
- 沖縄県高等学校の廃校一覧